# Длабкин дол
Длабкин дол (на македонска литературна норма: Длапкин Дол или Длабкин дол, на албански: Llapkidolli, Лапкиндоли) е село в Северна Македония в община Кичево.

## География
Разположено е в източните склонове на планината Бистра на десния бряг на Заяската река.

## История
Северно от Долни Длабкин дол е разположено праисторическото и антично селище Чукаре.
Според „Кичево в миналото си и сега“ Длабоки-долъ е заселено от арнаути дошли от Полога в XVIII век.
В XIX век Длабкин дол е село в Кичевска каза на Османската империя. В „Етнография на вилаетите Адрианопол, Монастир и Салоника“, издадена в Константинопол в 1878 година и отразяваща статистиката на населението от 1873 година Глабоки дол (Glaboki-dol) е посочено като село с 16 домакинства с 88 жители българи.
Според статистиката на Васил Кънчов („Македония. Етнография и статистика“) в 1900 година Длабуки дол има 210 арнаути мохамедани.
На Етнографската карта на Битолския вилает на Картографския институт в София от 1901 година Длабок дол е чисто албанско село в Кичевската каза на Битолския санджак с 10 къщи.
След Междусъюзническата война в 1913 година селото попада в Сърбия.
На етническата си карта на Северозападна Македония в 1929 година Афанасий Селишчев отбелязва Глабоки дол като албанско село.
Според преброяването от 2002 година Длабкин дол има 636 жители.
| Националност | Всичко |
| македонци    | 1      |
| албанци      | 633    |
| турци        | 0      |
| роми         | 0      |
| власи        | 0      |
| сърби        | 0      |
| бошняци      | 0      |
| други        | 2      |

От 1996 до 2013 година селото е част от община Заяс.